# Wikimedia Foundation vs. NSA
Wikimedia Foundation vs. National Security Agency je právní spor zahájený neziskovou organizací American Civil  Liberties Union jménem Wikimedia Foundation a několika dalších organizací proti Národní bezpečností agentuře týkající se masového sledování uživatelů Wikipedie prováděného NSA. V tomto právním sporu Wikimedia Foundation tvrdí, že systém NSA zvaný „Upstream“ porušuje první dodatek Ústavy Spojených států amerických, který chrání svobodu projevu a čtvrtý dodatek Ústavy Spojených států amerických, který porušuje neodůvodněné prohlídky a konfiskace. 
Žaloba byla podána k soudu United States District Court for the District of Maryland, jelikož NSA sídlí ve Fort Meade v Marylandu. Žaloba byla v říjnu 2015 odmítnuta soudcem T. S. Ellisem III. Proti tomuto rozhodnutí se Wikimedia Foundation o čtyři měsíce později odvolala. Odvolací soud rozhodl, že odmítnutí bylo opodstatněné pro všechny žalobce s výjimkou Wikimedia Foundation, jejíž tvrzení byla dostatečně věrohodná, aby o nich mohlo proběhnout soudní stání. Věc byla vrácena nižšímu soudu. 
Původními žalobci byli kromě Wikimedia Foundation: National Association of Criminal Defense Lawyers, Human Rights Watch, Amnesty International USA, PEN American Center, Global Fund for Women, The Nation magazine, the Rutherford Institute a Washington Office on Latin America.

## Pozadí

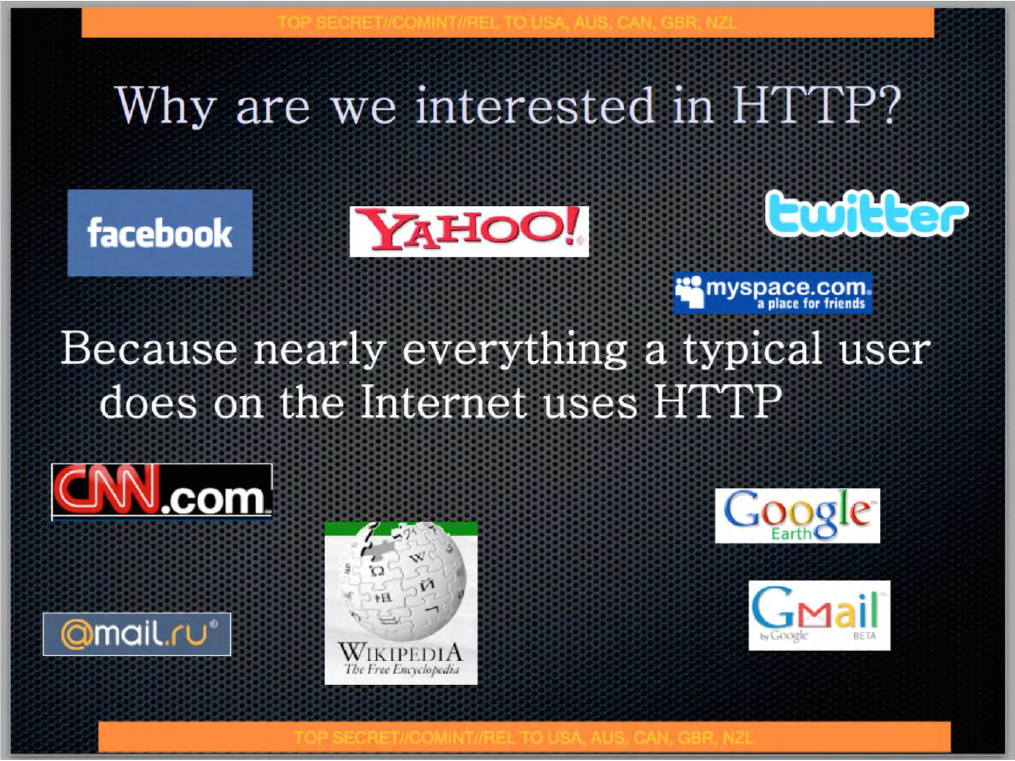

Systém Upstream byl poprvé vyzrazen v květnu 2013 Edwardem Snowdenem, bývalým pracovníkem NSA. Ve světle těchto úniků, zejména vpravo zobrazeného snímku, který explicitně zmiňoval Wikipedii jako cíl sledování Wikimedia Foundation uskutečnila právní kroky proti NSA, jelikož v tom spatřovala porušování prvního a čtvrtého dodatku Ústavy. 

## Právní spor
Dne 6. srpna 2015 navrhli žalovaní odmítnutí žaloby, jelikož žalobci věrohodně neprokázali, že byli sbíráním dat systémem Upstream poškození a tedy chyběla žalobní legitimace. 
Dne 23. října 2015 soud žalobu z tohoto důvodu zamítl. Soudce T. S. Eliss III. uvedl, že žalobci věrohodně neprokázali, že je skutečně systém Upstream sleduje, čímž zopakoval rozhodnutí z roku 2013 ve věci Clapper v. Amnesty International US. Wikimedia Foundation řekla, že se pravděpodobně odvolá a že jejich žaloba má význam a tedy otázku, zda Upstream sleduje Wikimedii Foundation nebo její uživatele, není nutné posuzovat. Electronic Frontier Foundation prohlásila, že je zvláštní odmítnout žalobu týkající se tajného programu z důvodu nedostatku důkazů a vyzval federální soudy, aby vyřídil zásadní ústavní problémy programu Upstream. Žalobci se odvolali k odvolacímu soudu dne 17. února 2016. 
Dne 23. května 2017 odvolací soud zrušil rozhodnutí nižšího soudu a judikoval, že tvrzení Wikimedia Foundation jsou dostatečně věrohodná, aby se uskutečnilo soudní stání a také, že fakt, že sbírání soukromých dat NSA mohlo způsobit škodu, není spekulativní. Odvolací soud nařídil nižšímu soudu pokračovat v soudním procesu. Odvolací soud potvrdil zamítnutí ve věci dalších žalobců (vyjma Wikimedia Foundation). 